# Frälsare
Frälsare, ord som betyder "befriare", "räddare". Det svenska ordet Frälsare kommer av det gamla ordet "frihalsa" som betyder att en person som var belagd med boja runt halsen fick den borttagen.
Förväntningar om en kommande befriare är vanliga inom olika religioner. I zoroastrismen finns idén om en världsfrälsare (saoshyant) som ska framträda i tidens ände, och i Gamla Testamentet finns löftet om en kommande Messias, ett löfte som kristendomen ser uppfyllt genom Jesus Kristus.